# ART Grand Prix
ART Grand Prix (dawniej Lotus ART, Lotus GP) – francuski zespół wyścigowy startujący w wyścigach samochodów jednomiejscowych w Europie. Został utworzony w roku 2005. Obecnie zespół startuje w serii GP2, serii GP3, Europejskim Pucharze Formuły Renault 2.0, FFSA GT Championship, i Blancpain Endurance Series. W przeszłości zespół pojawiał się na starcie Formuły 3 Euroseries i azjatyckiej serii GP2.

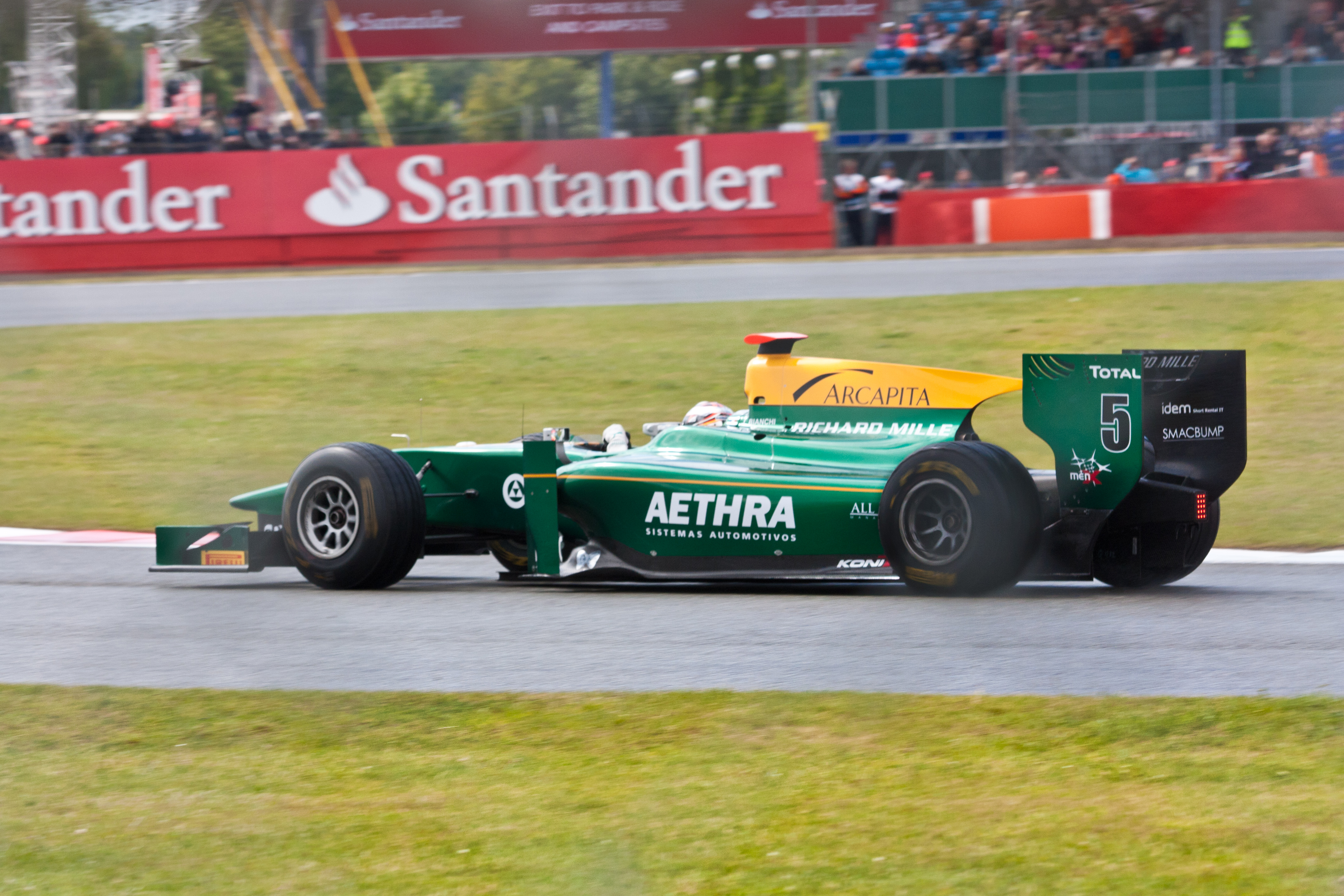
Jules Bianchi w bolidzie Lotus ART podczas brytyjskiej rundy serii GP2 w sezonie 2011

## Powstanie
ART Grand Prix powstał z połączenia projektów Frédérica Vasseura szefa zespołu ASM Formule 3 i Nicolasa Todta, syna byłego dyrektora zarządzającego Ferrari – Jeana Todta. Frederic chciał rozszerzyć działalność swojego niemalże niepokonanego zespołu w Formule 3 poprzez zaangażowanie się w GP2, która towarzyszy wyścigom Grand Prix Formuły 1 na terenie Europy, a Nicolas wyraził zainteresowanie prowadzeniem zespołu. Do środowiska motorsportu trafił głównie dzięki posadzie managera Felipe Massy. Todt zajął się promocją i marketingiem zespołu, natomiast Vasseur zajmował się prowadzeniem zespołu. Zespół ART zlokalizował swoją bazę przy zespole ASM w Villeneuve-la-Guyard w departamencie Yonne we Francji.

## Natychmiastowe sukcesy
W debiutanckim sezonie w GP2, ART zatrudniło czołowych kierowców F3 – Alexandre Prémata z Francji i Nico Rosberga z Niemiec. Pomimo że ich przeciwnikami byli kierowcy z serii Formuła 3000, która była poprzedniczką GP2, Rosberg sięgnął po tytuł mistrza GP2, co później zaowocowało podpisaniem kontraktu z zespołem F1 – Williams F1 Team. Rosberg tytuł zawdzięczał równej jeździe i wysokim zdobyczom punktowym w wielu wyścigach. Premat ukończył mistrzostwa na czwartym miejscu, co pozwoliło ART sięgnąć po pierwszy tytuł mistrzów zespołów w GP2.
Premat postanowił pozostać z zespołem na sezon 2006, a ponieważ Rosberg awansował do F1, zespół musiał znaleźć nowego kierowcę. W końcu ogłoszono, że nowym partnerem Francuza, będzie Brytyjczyk Lewis Hamilton, co było logiczne, zważywszy na to, że Lewis zdominował serię F3 Euroseries w roku 2005 z siostrzanym zespołem ASM. Hamilton pokazał niesamowitą jazdę wywalczając tytuł już w debiutanckim sezonie w GP2. Mało tego, długo nie mógł znaleźć równorzędnego rywala, który pojawił się dopiero w połowie sezonu i był nim Nelson Piquet Jr. Premat po raz kolejny pojechał dobre mistrzostwa i uzupełnił podium klasyfikacji końcowej co pozwoliło ART na zdobycie drugiego tytułu mistrzowskiego.
Po awansie Hamiltona do F1, zespół zdołał zdobyć w sezonie sezon 2007 jedynie wicemistrzostwo. Głównym kierowcą zespołu był wówczas Lucas Di Grassi, który również zdobył wicemistrzostwo. W Formule 3 Euroseries siostrzany zespół ASM Formule 3 zdobył po raz kolejny mistrzostwo, a także mistrzostwo kierowców z Romainem Grosjeanem.
Choć w sezonie 2008 serii GP2 udało się wywalczyć jedynie piąte miejsce, to zespół zdobył dwa tytuły mistrzowskie wśród konstruktorów i dwa wśród zespołów. W azjatyckim odpowiedniku serii GP2 wraz z Romainem Grosjeanem oraz w Formule 3 Euroseries (już jako ART Grand Prix) wraz z Nico Hülkenbergiem.
Sezonie 2009 to znów trium w klasyfikacji zespołów GP2 oraz mistrzowski tytuł wraz z Nico Hülkenbergiem. W Formule 3 Euroseries zespół znów święcił triumf zarówno wśród zespołów, jak i wśród kierowców (Jules Bianchi).
W ostatnim swym sezonie startów w Formule 3 Euroseries (rok 2010) zespół zdobył tytuł wicemistrzowski. Zaś w Serii GP2 było to jedynie trzecie miejsce. W zamian za to w nowo powstałej serii GP3 zespół święcił triumf w obu klasyfikacjach. Tytuł wśród kierowców zdobył bowiem kierowca ART – Esteban Gutiérrez.
Na sezon 2011 ART zawarł współpracę z firmą Lotus Cars, stąd zmianie uległa nazwa zespołu – Lotus ART. Mimo wielkich zapowiedzi i największych szans wśród wszystkich kandydatów, zespół nie zdołał zdobyć miejsca w Formule 1. Jeśli chodzi o wyniki, to zespół znów świętował zwycięstwo w obu klasyfikacjach serii GP3. Tytuł wśród kierowców zdobył bowiem kierowca ART – Valtteri Bottas. W azjatyckiej Serii GP2 zespół święcił wicemistrzostwo. Osiągnięcie to nie przeniosło się jednak na główną serię GP2 – Lotus zakończył sezon na piątej pozycji w klasyfikacji zespołów. Zespół także wkroczył do serii wyścigowych Formuły Renault 2.0 jako zespół R-Ace Grand Prix.
W sezonie 2012 zmianie znów uległa nazwa zespołu – Lotus GP. Nowa nazwa nie zmieniła jednak poziomu zespołu. W serii GP3 zespół był bowiem ciągle niepokonany (choć żaden z kierowców nie sięgnął po tytuł mistrzowski), a w serii GP2 zespół święcił wicemistrzostwo.
W sezonie 2013 zespół powrócił do dawnej nazwy – ART Grand Prix. Mimo zmiany nazwy, nie zmieniły się wyniki zespołu w serii GP3. Po raz czwarty z rzędu w czteroletniej historii tej serii ekipa zdobyła tytuł mistrzowski. W GP2 lider zespołu – James Calado był trzeci w klasyfikacji generalnej, ale zespół uplasował się na piątej pozycji.
W 2014 roku ekipa po raz kolejny toczyła bój o mistrzostwo serii GP3. A także Marvin Kirchhöfer walczył o mistrzostwo kierowców. Ostatecznie Niemiec został sklasyfikowany na trzecim miejscu. Losy klasyfikacji zespołów rozwiązały się podczas ostatniej rundy, gdzie francuska ekipa odrabiała starty do Carlina, jednak ostatecznie przegrała o siedemnaście punktów. W serii GP2 ekipa zatrudniła debiutującego Stoffela Vandoorne, który odniósł cztery zwycięstwa i dziesięciokrotnie stawał na podium. Belg zdobył tytuł wicemistrza serii, a zespół ART został sklasyfikowany na trzeciej pozycji.

## Wyniki

### Seria GP2
| Rok  | Bolid              | Kierowcy            | Wyścigi | Zwycięstwa | PP | NO | Punkty | M.K. | M.Z. |
| ---- | ------------------ | ------------------- | ------- | ---------- | -- | -- | ------ | ---- | ---- |
| 2005 | Dallara-Mecachrome | Nico Rosberg        | 23      | 5          | 5  | 4  | 120    | 1    | 1    |
| 2005 | Dallara-Mecachrome | Alexandre Prémat    | 23      | 2          | 1  | 2  | 67     | 4    | 1    |
| 2006 | Dallara-Mecachrome | Lewis Hamilton      | 21      | 5          | 1  | 7  | 114    | 1    | 1    |
| 2006 | Dallara-Mecachrome | Alexandre Prémat    | 21      | 1          | 0  | 1  | 66     | 3    | 1    |
| 2007 | Dallara-Mecachrome | Lucas Di Grassi     | 21      | 1          | 0  | 0  | 77     | 2    | 2    |
| 2007 | Dallara-Mecachrome | Sébastien Buemi     | 11      | 0          | 0  | 2  | 6      | 21   | 2    |
| 2007 | Dallara-Mecachrome | Michaił Aloszyn     | 4       | 0          | 0  | 0  | 3      | 25   | 2    |
| 2007 | Dallara-Mecachrome | Michael Ammermüller | 6       | 0          | 0  | 1  | 1      | 26   | 2    |
| 2008 | Dallara-Mecachrome | Luca Filippi        | 10      | 0          | 0  | 0  | 5      | 19   | 5    |
| 2008 | Dallara-Mecachrome | Sakon Yamamoto      | 10      | 0          | 0  | 0  | 3      | 23   | 5    |
| 2008 | Dallara-Mecachrome | Romain Grosjean     | 20      | 2          | 1  | 2  | 62     | 4    | 5    |
| 2009 | Dallara-Mecachrome | Nico Hülkenberg     | 8       | 6          | 3  | 2  | 100    | 1    | 1    |
| 2009 | Dallara-Mecachrome | Pastor Maldonado    | 8       | 2          | 0  | 1  | 36     | 6    | 1    |
| 2010 | Dallara-Mecachrome | Jules Bianchi       | 4       | 0          | 1  | 0  | 11     | 5    |      |
| 2010 | Dallara-Mecachrome | Sam Bird            | 4       | 0          | 0  | 2  | 5      | 12   |      |
| 2011 | Dallara-Mecachrome | Jules Bianchi       | 18      | 1          | 1  | 0  | 53     | 3    | 5    |
| 2011 | Dallara-Mecachrome | Esteban Gutiérrez   | 17      | 1          | 0  | 1  | 15     | 13   | 5    |
| 2012 | Dallara-Mecachrome | James Calado        | 24      | 2          | 2  | 1  | 160    | 5    | 2    |
| 2012 | Dallara-Mecachrome | Esteban Gutiérrez   | 24      | 3          | 0  | 5  | 176    | 3    | 2    |
| 2013 | Dallara-Mecachrome | James Calado        | 22      | 2          | 0  | 2  | 157    | 3    | 5    |
| 2013 | Dallara-Mecachrome | Daniel Abt          | 22      | 0          | 0  | 0  | 11     | 22   | 5    |
| 2014 | Dallara-Mecachrome | Takuya Izawa        | 22      | 0          | 0  | 0  | 26     | 18   | 3    |
| 2014 | Dallara-Mecachrome | Stoffel Vandoorne   | 22      | 4          | 4  | 3  | 229    | 2    | 3    |

- M.K. = Pozycja w klasyfikacji kierowców, M.Z. = Pozycja w klasyfikacji zespołów.

### Seria GP3
| Rok  | Bolid           | Kierowcy          | Wyścigi | Wygrane | PP | NO | Punkty | M.K. | M.Z. |
| ---- | --------------- | ----------------- | ------- | ------- | -- | -- | ------ | ---- | ---- |
| 2010 | Dallara-Renault | Alexander Rossi   | 16      | 2       | 0  | 1  | 38     | 4    | 1    |
| 2010 | Dallara-Renault | Esteban Gutiérrez | 16      | 5       | 3  | 7  | 88     | 1    | 1    |
| 2010 | Dallara-Renault | Pedro Nunes       | 16      | 0       | 0  | 0  | 4      | 24   | 1    |
| 2011 | Dallara-Renault | Pedro Nunes       | 12      | 0       | 0  | 0  | 0      | 32   | 1    |
| 2011 | Dallara-Renault | Richie Stanaway   | 4       | 1       | 0  | 0  | 7      | 20   | 1    |
| 2011 | Dallara-Renault | Valtteri Bottas   | 16      | 4       | 1  | 2  | 62     | 1    | 1    |
| 2011 | Dallara-Renault | James Calado      | 16      | 1       | 1  | 2  | 55     | 2    | 1    |
| 2012 | Dallara-Renault | Daniel Abt        | 16      | 2       | 0  | 0  | 149,5  | 2    | 1    |
| 2012 | Dallara-Renault | Conor Daly        | 16      | 1       | 0  | 0  | 106    | 6    | 1    |
| 2012 | Dallara-Renault | Aaro Vainio       | 16      | 1       | 0  | 0  | 123    | 4    | 1    |
| 2013 | Dallara-Renault | Conor Daly        | 16      | 1       | 1  | 1  | 126    | 3    | 1    |
| 2013 | Dallara-Renault | Facu Regalía      | 16      | 1       | 1  | 2  | 138    | 2    | 1    |
| 2013 | Dallara-Renault | Jack Harvey       | 16      | 2       | 0  | 1  | 114    | 5    | 1    |
| 2014 | Dallara-Renault | Alex Fontana      | 18      | 0       | 0  | 1  | 43     | 11   | 2    |
| 2014 | Dallara-Renault | Marvin Kirchhöfer | 18      | 1       | 2  | 4  | 161    | 3    | 2    |
| 2014 | Dallara-Renault | Dino Zamparelli   | 16      | 0       | 0  | 2  | 126    | 7    | 2    |

### Europejski Puchar Formuły Renault 2.0
ART Grand Prix uczestniczył w Europejski Puchar Formuły Renault 2.0 jako R-Ace Grand Prix w latach 2011–2012, a od 2013 jako ART Junior Team
| Rok  | Bolid          | Kierowcy          | Wyścigi | Wygrane | PP | NO | Punkty | M.K. | M.Z. |
| ---- | -------------- | ----------------- | ------- | ------- | -- | -- | ------ | ---- | ---- |
| 2011 | Tatuus-Renault | Côme Ledogar      | 14      | 0       | 0  | 0  | 9      | 19   | 8    |
| 2011 | Tatuus-Renault | Pieter Schothorst | 14      | 0       | 0  | 0  | 1      | 24   | 8    |
| 2011 | Tatuus-Renault | Norman Nato       | 14      | 0       | 0  | 0  | 58     | 11   | 8    |
| 2012 | Tatuus-Renault | Nyck de Vries     | 14      | 0       | 0  | 1  | 78     | 5    | 5    |
| 2012 | Tatuus-Renault | Pierre Gasly      | 14      | 0       | 1  | 0  | 49     | 10   | 5    |
| 2012 | Tatuus-Renault | Andrea Pizzitola  | 14      | 0       | 1  | 0  | 12     | 21   | 5    |
| 2013 | Tatuus-Renault | Alexandre Baron   | 8       | 0       | 0  | 0  | 0      | 27   | 2    |
| 2013 | Tatuus-Renault | Nicolas Jamin     | 2       | 0       | 0  | 0  | 0      | NS†  | 2    |
| 2013 | Tatuus-Renault | Esteban Ocon      | 14      | 2       | 1  | 1  | 159    | 3    | 2    |
| 2013 | Tatuus-Renault | Andréa Pizzitola  | 8       | 0       | 0  | 0  | 39     | 13   | 2    |
| 2014 | Tatuus-Renault | Aurélien Panis    | 14      | 1       | 1  | 0  | 82     | 9    | 4    |
| 2014 | Tatuus-Renault | Levin Amweg       | 12      | 0       | 0  | 0  | 42     | 13   | 4    |
| 2014 | Tatuus-Renault | Simon Gachet      | 6(14)   | 0       | 0  | 0  | 0(10)  | 19   | 4    |
| 2014 | Tatuus-Renault | Callan O’Keeffe   | 8(14)   | 0       | 0  | 1  | 25(28) | 16   | 4    |

### Azjatycka Seria GP2
| Rok       | Bolid              | Kierowcy          | Wyścigi | Wygrane | PP | NO | Punkty | M.K. | M.Z. |
| --------- | ------------------ | ----------------- | ------- | ------- | -- | -- | ------ | ---- | ---- |
| 2008      | Dallara-Mecachrome | Stephen Jelley    | 9       | 0       | 0  | 0  | 0      | 24   | 1    |
| 2008      | Dallara-Mecachrome | Romain Grosjean   | 10      | 4       | 4  | 4  | 61     | 1    | 1    |
| 2008/2009 | Dallara-Mecachrome | Sakon Yamamoto    | 11      | 0       | 0  | 0  | 13     | 9    | 4    |
| 2008/2009 | Dallara-Mecachrome | Nelson Philippe   | 2       | 0       | 0  | 0  | 0      | 34   | 4    |
| 2008/2009 | Dallara-Mecachrome | Pastor Maldonado  | 5       | 0       | 0  | 0  | 7      | 15   | 4    |
| 2008/2009 | Dallara-Mecachrome | Nico Hülkenberg   | 4       | 1       | 2  | 1  | 27     | 6    | 4    |
| 2009/2010 | Dallara-Mecachrome | Marcus Ericsson   | 2       | 0       | 0  | 0  | 0      | 24   | 5    |
| 2009/2010 | Dallara-Mecachrome | Jules Bianchi     | 6       | 0       | 1  | 0  | 8      | 12   | 5    |
| 2009/2010 | Dallara-Mecachrome | Sam Bird          | 6       | 0       | 0  | 1  | 12     | 7    | 5    |
| 2011      | Dallara-Mecachrome | Jules Bianchi     | 4       | 1       | 0  | 2  | 18     | 2    | 2    |
| 2011      | Dallara-Mecachrome | Esteban Gutiérrez | 4       | 0       | 0  | 0  | 4      | 11   | 2    |

### Formuła 3 Euro Series
ART Grand Prix uczestniczył w F3 jako ASM Formule 3 w latach 2003-2007.
| Formuła 3 Euro Series | Formuła 3 Euro Series     | Formuła 3 Euro Series | Formuła 3 Euro Series | Formuła 3 Euro Series | Formuła 3 Euro Series | Formuła 3 Euro Series | Formuła 3 Euro Series | Formuła 3 Euro Series |
| Rok                   | Bolid                     | Kierowcy              | Zwycięstwa            | PP                    | NO                    | Punkty                | M.K.                  | M.Z.                  |
| --------------------- | ------------------------- | --------------------- | --------------------- | --------------------- | --------------------- | --------------------- | --------------------- | --------------------- |
| 2003                  | Dallara F303-Mercedes HWA | Alexandre Prémat      | 1                     | 2                     | 2                     | 50                    | 7                     | N/A                   |
| 2003                  | Dallara F303-Mercedes HWA | Olivier Pla           | 0                     | 3                     | 0                     | 74                    | 3                     | N/A                   |
| 2003                  | Dallara F303-Mercedes HWA | Bruno Spengler        | 0                     | 0                     | 0                     | 34                    | 10                    | N/A                   |
| 2003                  | Dallara F303-Mercedes HWA | Jamie Green           | 0                     | 0                     | 0                     | 6                     | 20                    | N/A                   |
| 2004                  | Dallara F303-Mercedes HWA | Alexandre Prémat      | 3                     | 4                     |                       | 88                    | 2                     | N/A                   |
| 2004                  | Dallara F303-Mercedes HWA | Jamie Green           | 7                     | 6                     |                       | 139                   | 1                     | N/A                   |
| 2004                  | Dallara F303-Mercedes HWA | Eric Salignon         | 3                     | 2                     |                       | 64                    | 6                     | N/A                   |
| 2005                  | Dallara F305-Mercedes HWA | Lewis Hamilton        | 15                    | 8                     |                       | 172                   | 1                     | 1                     |
| 2005                  | Dallara F305-Mercedes HWA | Adrian Sutil          | 2                     | 1                     |                       | 94                    | 2                     | 1                     |
| 2006                  | Dallara F305-Mercedes HWA | Sebastian Vettel      | 1                     | 1                     |                       | 75                    | 2                     | 1                     |
| 2006                  | Dallara F305-Mercedes HWA | Paul di Resta         | 5                     | 3                     |                       | 86                    | 1                     | 1                     |
| 2006                  | Dallara F305-Mercedes HWA | Giedo van der Garde   | 1                     | 1                     |                       | 37                    | 6                     | 1                     |
| 2006                  | Dallara F305-Mercedes HWA | Kamui Kobayashi       | 0                     | 1                     |                       | 34                    | 8                     | 1                     |
| 2007                  | Dallara F305-Mercedes HWA | Kamui Kobayashi       | 1                     | 1                     |                       | 59                    | 4                     | 1                     |
| 2007                  | Dallara F305-Mercedes HWA | Romain Grosjean       | 6                     | 4                     |                       | 106                   | 1                     | 1                     |
| 2007                  | Dallara F305-Mercedes HWA | Nico Hülkenberg       | 4                     | 2                     |                       | 72                    | 3                     | 1                     |
| 2007                  | Dallara F305-Mercedes HWA | Tom Dillmann          | 0                     | 0                     |                       | 23                    | 9                     | 1                     |
| 2008                  | Dallara F308-Mercedes HWA | Nico Hülkenberg       | 7                     | 6                     | 7                     | 85                    | 1                     | 1                     |
| 2008                  | Dallara F308-Mercedes HWA | James Jakes           | 1                     | 1                     | 2                     | 19                    | 13                    | 1                     |
| 2008                  | Dallara F308-Mercedes HWA | Jules Bianchi         | 2                     | 2                     | 1                     | 47                    | 3                     | 1                     |
| 2008                  | Dallara F308-Mercedes HWA | Jon Lancaster         | 1                     | 0                     | 2                     | 19                    | 12                    | 1                     |
| 2009                  | Dallara F308-Mercedes HWA | Jules Bianchi         | 9                     | 6                     | 7                     | 114                   | 1                     | 1                     |
| 2009                  | Dallara F308-Mercedes HWA | Valtteri Bottas       | 2                     | 0                     | 1                     | 62                    | 3                     | 1                     |
| 2009                  | Dallara F308-Mercedes HWA | Esteban Gutiérrez     | 0                     | 0                     | 0                     | 26                    | 9                     | 1                     |
| 2009                  | Dallara F308-Mercedes HWA | Adrien Tambay         | 0                     | 0                     | 0                     | 0                     | 23                    | 1                     |
| 2010                  | Dallara F308-Mercedes HWA | Valtteri Bottas       | 2                     | 1                     | 4                     | 74                    | 3                     | 2                     |
| 2010                  | Dallara F308-Mercedes HWA | Alexander Sims        | 1                     | 0                     | 0                     | 63                    | 4                     | 2                     |
| 2010                  | Dallara F308-Mercedes HWA | Jim Pla               | 1                     | 0                     | 0                     | 13                    | 10                    | 2                     |